# Синігрин
Синігрин — глікозид.
Міститься в насінні чорної і салатної гірчиці, коренях хріну, в ріпаку, надаючи їм гіркий смак і специфічний запах. Під дією ферментів (мірозінази), які містяться в насінні гірчиці, цей глікозид гідролізується з утворенням ефірногірчичної олії.
Гіркий і пекучий смак, який характерний і через який ціняться гірчиця і хрін, обумовлені утворенням при гідролізі ефірногірчичної олії. Вміст калієвої солі синігрину в гірчиці і хрені сягає 3-3,5 %.